# Régimen Especial de energía
El Régimen Especial de producción de energía eléctrica es aquel que, como complemento al Régimen Ordinario, se aplica en España a la evacuación de energía eléctrica a las redes de distribución y transporte procedente del tratamiento de residuos, biomasa, hidráulica, eólica, solar y cogeneración.
La Ley 54/1997, de 27 de noviembre, del Sector Eléctrico, establece los principios de un nuevo modelo de funcionamiento que, en lo que se refiere a la producción, están basados en la libre competencia. Sin embargo, dicha Ley hace compatible este fundamento con la consecución de otros objetivos, tales como la mejora de la eficiencia energética, la reducción del consumo y la protección del medio ambiente.
Para ello establece la existencia de un Régimen Especial de producción, diferenciado del
ordinario -en el que se cruzan ofertas y demandas de electricidad, determinando así el precio de
la energía-, sin incurrir en situaciones discriminatorias que pudieran ser limitadoras de una libre competencia.
El régimen especial de producción se halla regulado por el Real Decreto 661/2007, de 25 de
mayo, en el que se establece un sistema de incentivos temporales para aquellas instalaciones que requieren de ellos para situarse en posición de competencia en un mercado libre, excepto en el caso particular de cogeneración no superior a 1 MW y fotovoltaica no superior a 50 MW, que sólo tienen opción de vender en mercado regulado a tarifa, debido a que se hace necesario potenciar sus beneficios medioambientales, habida cuenta de que sus mayores costes no les permitirían dicha competencia.
El objetivo de estos incentivos, ampliados en el Plan de Energías Renovables 2005-2010, es que las energías renovables alcancen en el Estado una producción equivalente al 12,1 % de la demanda energética global en el año 2010, alcanzando el 33 % si añadimos las tecnologías de alta eficiencia energética. El Plan de Energías Renovables 2011-2020 va más lejos, hasta un 22,7 % de la energía global, un 42,3 % si nos referimos únicamente a la producción de energía eléctrica.
El Real Decreto 1663/2000, de 29 de septiembre, desarrolla las condiciones administrativas y técnicas básicas de conexión de las instalaciones fotovoltaicas a la red de baja tensión de las distribuidoras con potencia no superior a 100 kVA. Este límite coincide con el establecido por la O.M. de 5 de septiembre de 1985, y con el Reglamento Electrotécnico para Baja Tensión, aprobado por Real Decreto 842/2002, de 2 de agosto.
El Real Decreto 1955/2000, de 1 de diciembre, en su Título IV, establece,los procedimientos de acceso y conexión a las redes de transporte y distribución, que son aplicables a las categorías de producción en Régimen Especial contempladas en el Real Decreto 661/2007, excepto las acogidas al Real Decreto 1663/2000.
El Real Decreto 1578/2008, de 26 de septiembre, establece un nuevo marco regulatorio de las primas dirigidas a la tecnología solar fotovoltaica, basado en un mecanismo de cuatro convocatorias anuales y precios variables según el éxito de la convocatoria anterior.
Actualmente en el Real Decreto-ley 9/2013, de 12 de julio, por el que se adoptan medidas urgentes para garantizar la estabilidad financiera del sistema eléctrico. Se derogan:
a) El Real Decreto 661/2007, de 25 de mayo, por el que se regula la actividad de producción de energía eléctrica en régimen especial.
b) El Real Decreto 1578/2008, de 26 de septiembre, de retribución de la actividad de producción de energía eléctrica mediante tecnología solar fotovoltaica para instalaciones posteriores a la fecha límite de mantenimiento de la retribución del Real Decreto 661/2007, de 25 de mayo, para dicha tecnología.
c) El artículo 4, la disposición adicional primera y el apartado 2 de la disposición transitoria quinta del Real Decreto-ley 6/2009, de 30 de abril, por el que se adoptan determinadas medidas en el sector energético y se aprueba el bono social.